# 碧津駅
碧津駅（へきしん-えき、中文表記: 碧津站、英文表記: Bijin Station）は、中華人民共和国重慶市渝北区にある重慶軌道交通3号線本線ならびに3号線支線(空港線)の駅。駅番号は3/38。

## 注意点
- 当駅に■3号線本線の江北機場T2航站楼方面と■3号線支線(空港線)の挙人壩方面が分岐しているが、重慶江北国際空港には■3号線本線の江北機場T2航站楼駅(第2ターミナル)か、江北機場T2航站楼駅にて■10号線へ乗り換えて江北機場T3航站楼駅(第3ターミナル)を利用すること。
- 中国全体では「機場(机场)」もしくは「航站楼」という駅名が空港ターミナルとなるが、「空港」という駅名や路線では決して空港ターミナルには行き着くことはできない。

## 隣の駅
| 重慶軌道交通3号線     | 重慶軌道交通3号線 | 重慶軌道交通3号線     |
| --------------------- | ----------------- | --------------------- |
| 双龍 魚洞方面         |                   | 江北機場T2航站楼 方面 |
| 重慶軌道交通3号線支線 |                   |                       |
| 起点駅                |                   | 双鳳橋 挙人垻方面     |